# Nicolas Berggruen
Pour les articles homonymes, voir Berggruen.
Nicolas Berggruen est un investisseur, philanthrope et collectionneur d'art né le 10 août 1961 à Paris. Il a la double nationalité américaine et allemande.
Il est président et fondateur de Berggruen Holdings, un holding privé, ainsi que de l'Institut Berggruen, un think tank engagé dans la conception et la mise en œuvre de nouveaux modèles de gouvernement équipés pour gérer les défis du XXIe siècle. Dans le cadre de l’Institut Berggruen, il est également cofondateur, avec le HuffPost, de The WorldPost, une publication de médias dédiée aux problèmes mondiaux.

## Biographie

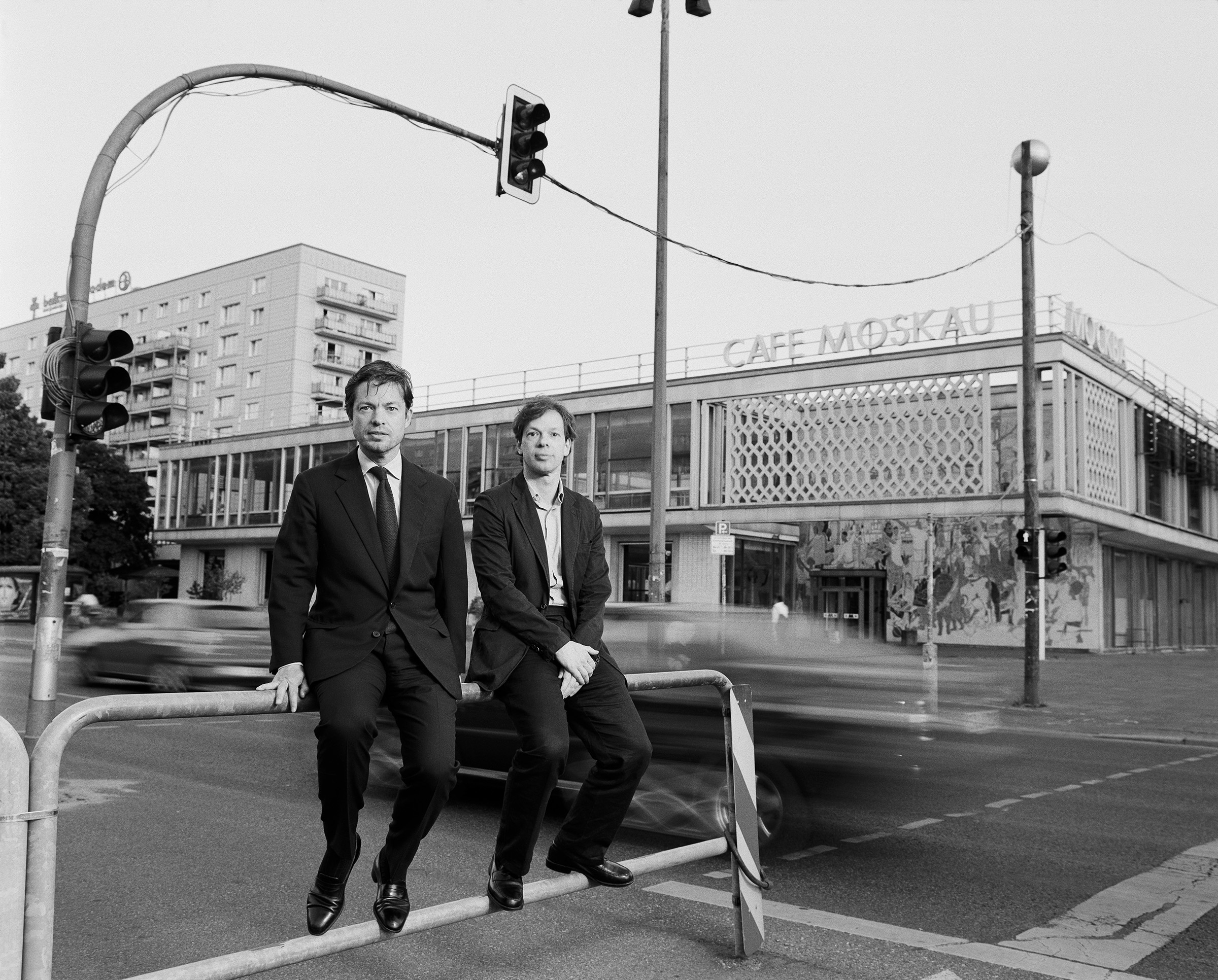
Nicolas Berggruen et Olivier Berggruen photographiés par Oliver Mark, Berlin 2008

Berggruen, né à Paris, est le fils du collectionneur d'art Heinz Berggruen et de l'actrice Bettina Moissi (en). Son grand-père maternel était l’acteur albanais-autrichien Aleksandër Moisiu.
Après des études à l’École alsacienne à Paris et à l'Institut Le Rosey en Suisse, il obtient son baccalauréat en candidat libre en 1978,. Cette même année, à l'âge de 17 ans, il travaille comme stagiaire à London Merchant Securities à Londres, connu aujourd'hui sous le nom de LMS Capital Plc.
En 1981, il obtient un BSc en Finances et Affaires internationales de l'université de New York et il travaille ensuite pour la société d'investissement Bass Brothers Enterprises dans son groupe immobilier. Entre 1983 et 1987, Berggruen a été directeur chez Jacobson and Co. 
À New York, il commence à construire sa fortune, s'appuyant sur un fonds d'affectation d’environ 250 000 $, avec l'achat d'immobilier avant de passer à des investissements, notamment des capital-investissement directs. En 1984, il fonde Berggruen Holdings, Inc., qui conseille une fiducie familiale Berggruen, et qui a fait plus de 50 investissements directs dans des entreprises depuis sa création. En 1988, lui et Julio Mario Santo Domingo Jr. cofondent Alpha Investment Management, un hedge fund qui se vend à Safra Bank en 2004.
Aujourd'hui, les investissements que Berggruen supervise par Berggruen Holdings sont très diversifiés, y compris les Keys Hotels en Inde, la chaîne d’écoles professionnelles IEC College en Californie, et de divers sociétés d’énergie, d’industrie, de distribution, de médias et d'immobilier. Le magazine Forbes a estimé la valeur nette de Berggruen à 2 milliards de dollars. Berggruen est un administrateur au conseil d'administration de Prisa.
En 2009, le magazine Forbes le classe parmi les "vautours financiers par défaut". 

## Intérêts politiques
En 2010, Berggruen a fondé le Berggruen Institute on Governance, un think tank de réflexion et d’action qui se consacre à la conception et à la mise en œuvre de nouvelles idées de bonne gouvernance – provenant de pratiques aussi bien occidentales qu’orientales – permettant de faire face aux défis de la mondialisation au XXIe siècle. Grâce à l'Institut, il a lancé plusieurs projets de réforme du gouvernement, y compris le Conseil du XXIe siècle, qui se concentre sur les défis mondiaux en matière de gouvernance ; le Conseil pour l'avenir de l'Europe, afin de soutenir le travail sur l'intégration européenne; et la Commission de réflexion à long terme pour la Californie, un effort bipartite axé sur la réforme du système de gouvernance de la Californie.
Le Conseil du XXIe siècle, créé en 2011, est un forum pour le dialogue et l’action sur la gouvernance mondiale qui souligne le rôle du G-20 en tant qu’organe directeur de la mondialisation. Le groupe, présidé par Ernesto Zedillo, comprend des leaders politiques tels que Fernando Henrique Cardoso, Gerhard Schröder, Gordon Brown, George Yeo, Pascal Lamy, et Zheng Bijian. Le conseil comprend également plusieurs lauréats du prix Nobel et d'éminents penseurs comme Joseph Stiglitz, Michael Spence, Lawrence Summers, et Francis Fukuyama ainsi que des chefs d’entreprises et de technologies internationaux, tels qu’Eric Schmidt, Jack Dorsey, et Pierre Omidyar parmi beaucoup d'autres.
Le Conseil pour l'Avenir de l'Europe, a été créé en 2011. Dans un communiqué publié par le groupe en septembre 2011, le groupe a plaidé pour une Europe plus solide, plus intégrée, ce qui suggère que la crise économique de l'Europe ne peut être résolue que par une solution politique. Le groupe, présidé par Mario Monti, comprend des penseurs politiques et d’anciens chefs d’État, tels que Tony Blair, Gerhard Schröder, Felipe González, Doris Leuthard, Jacques Delors, et Robert Mundell.
Son projet en Californie, La Commission de réflexion à long terme pour la Californie, comprend également des membres issus du monde politique, de l'industrie et des syndicats à la fois démocrates et les républicains, comme George Schultz, Condoleezza Rice, Willie Brown, Gray Davis, Eric Schmidt, Eli Broad et Laura Tyson,.
Il a dans le passé financé les campagnes électorales de plusieurs démocrates américains, dont le sénateur Chuck Schumer de New York et le président Barack Obama.
Berggruen est l'auteur d'un livre sur la gouvernance politique : Gouverner au XXIe siècle : la voie du milieu entre l'Est et l'Ouest (Fayard, 2013). Financial Times l’a nommé comme l'un de leurs meilleurs livres de 2012,.
Il fait un don à la campagne d'Emmanuel Macron lors de l'élection présidentielle française de 2017.

## Affiliations institutionnelles
Berggruen est membre du Council on Foreign Relations, directeur du conseil d'administration du Pacific Council on International Policy, membre du Foro Iberoamericano, et membre du Commission on Global Ethics and Citizenship, présidé par l'ancien Premier ministre britannique, Gordon Brown. 
En 2013, le Centre pour les études européennes de Harvard l’a nommé leur premier non-resident Senior Fellow, et il est membre du Brookings International Advisory Council.

## Art
Berggruen est à la tête du conseil d'administration du Musée Berggruen de Berlin, du Musée d'art du comté de Los Angeles (LACMA), du Conseil International de Tate Gallery à Londres et du Museum of Modern Art à New York. Il est également membre de la Fondation Beyeler, le Conseil international de Serpentine Gallery, et du International Advisory Board de Sotheby's.
En étroite collaboration avec LACMA, il a fait des acquisitions destinées au musée, y compris des œuvres de Ed Ruscha, John Baldessari, Paul McCarthy, Mike Kelley, Charles Ray, Chris Burden, Bruce Nauman, Joseph Beuys, Gerhard Richter, Sigmar Polke, Martin Kippenberger, et Thomas Schütte. Berggruen s'intéresse à l'architecture et collabore avec Richard Meier, Shigeru Ban et David Adjaye sur des projets de développement.

## Philanthropie
Berggruen s'est engagé à donner la majorité de sa fortune à travers le Nicolas Berggruen Charitable Trust et a rejoint The Giving Pledge — une campagne lancée par Warren Buffett et Bill Gates afin d'encourager les personnes les plus fortunées des États-Unis à s'engager en donnant la majeure partie de leur argent à des fins philanthropiques.

## Optimisation fiscale
The New York Times indique en 2016 que la société nommée Institut Berggruen qui finance les œuvres philanthropiques (notamment l'institut du même nom aux États-Unis) de l'homme d'affaires est domiciliée depuis 2015 aux Bermudes, un paradis fiscal qui ne comporte « quasiment aucune des restrictions ou des règles de transparence auxquelles sont soumis les organismes américains à but non lucratif ».
Les journalistes d'investigation allemands Bastian Obermayer (en) et Frederik Obermaier (en) et une enquête de la cellule investigation de Radio France, respectivement en 2017 et 2020, révèlent le recours de Nicolas Berggruen à des paradis fiscaux : sa holding est domiciliée dans les îles Vierges britanniques et plusieurs entreprises dont il est investisseur sont mentionnées dans les Panama Papers et les Paradise Papers en raison de leur implantation dans des paradis fiscaux tels que les îles Caïmans, l'État américain du Delaware et, pour ses parts dans des sociétés immobilières françaises, le Luxembourg,.
Cette structuration relève de l'optimisation fiscale, légale, et l'homme d'affaires indique que sa holding « est gérée par des gens dont c’est le métier et qui font les investissements » ; les journalistes de Radio France voient une contradiction « entre le fait d’utiliser toutes ces places offshores et son discours public sur la critique et la rénovation du capitalisme ».

## Polémiques judiciaires
Anticor, association de lutte contre la corruption et pour l'éthique en politique, porte plainte contre Sylvie Goulard en décembre 2019 sur des soupçons de corruption passive, de trafic d'influence passif et d’abus de confiance en raison d'une rémunération de 324 000 euros en 27 mois offerte par le Bergruen Institute, sans contrepartie connue.

### Sources
- Milliardaire sans frontières, Le JDD
- The homeless billionaire, The Wall Street Journal
- Lunch with the FT: Nicolas Berggruen, Financial Times, 14 janvier 2011